# La figlia di Mata Hari
La figlia di Mata Hari è un film del 1954, diretto da Renzo Merusi e Carmine Gallone.